# KHL Junior Draft 2015
KHL Junior Draft 2015 – siódmy draft do rozgrywek KHL. Łącznie wybrano 133 zawodników.
Edycja odbyła się w Moskwie w hali WTB Ledowyj Dworiec. W 2015 została przedstawiona nowa nazwa draftu: Ярмарку талантов КХЛ (pol. dosł. Targi Talentów). 24 maja 2015 z numerem 1 został wybrany Artiom Malcew. W tym wyborze po raz drugi w historii draftu do KHL został wybrany Petr Mrázek. 

## Wybrani
Pozycje: B – bramkarz, O – obrońca, N – napastnik

### Runda 1
| #  | Zawodnik (pozycja) | Państwo   | Klub pochodzenia                        | Klub wybierający   |
| -- | ------------------ | --------- | --------------------------------------- | ------------------ |
| 1  | Artiom Malcew      | Rosja     | SKA-Sieriebrianyje Lwy Sankt Petersburg | HK Soczi           |
| 7  | Petr Mrázek (B)    | Czechy    | Detroit Red Wings                       | Łokomotiw Jarosław |
| 19 | Juuse Saros (B)    | Rosja     | HPK                                     | Dynama Mińsk       |
| 47 | Esa Lindell (O)    | Finlandia | Ässät                                   | Dynama Mińsk       |

### Runda 2
| #  | Zawodnik (pozycja)   | Państwo   | Klub pochodzenia | Klub wybierający       |
| -- | -------------------- | --------- | ---------------- | ---------------------- |
| 36 | Patrik Laine (N)     | Finlandia | Tappara          | Dinamo Ryga            |
| 44 | Jesse Puljujärvi (N) | Finlandia | Kärpät           | Torpedo Niżny Nowogród |

### Runda 4
| #  | Zawodnik (pozycja) | Państwo | Klub pochodzenia | Klub wybierający   |
| -- | ------------------ | ------- | ---------------- | ------------------ |
| 97 | Tomáš Nosek (N)    | Czechy  | HC Pardubice     | Łokomotiw Jarosław |

### Runda 5
| #   | Zawodnik (pozycja)    | Państwo | Klub pochodzenia             | Klub wybierający    |
| --- | --------------------- | ------- | ---------------------------- | ------------------- |
| 109 | Viktor Arvidsson (N)  | Szwecja | Skellefteå AIK               | Saławat Jułajew Ufa |
| 119 | Nikita Tiertyszny (N) | Rosja   | Traktor Czelabińsk do lat 17 | Traktor Czelabińsk  |